# Al Wathba Homs
Maillots
Actualités
Le Al Wathba Sporting Club (en arabe : نادي الوثبة الرياضي), plus couramment abrégé en Al Wathba, est un club syrien de football fondé en 1937 et basé à Homs.

## Palmarès
| \| - Championnat de Syrie : - Vice-champion : 1981-82. - Coupe de Syrie (1) : - Vainqueur : 2018-19. - Finaliste : 2011 et 2022. - Supercoupe de Syrie : - Finaliste : 2019. \| \| - Championnat de Syrie D2 : - Vice-champion : 2005-06. \| |  |                                                        |
| - Championnat de Syrie : - Vice-champion : 1981-82. - Coupe de Syrie (1) : - Vainqueur : 2018-19. - Finaliste : 2011 et 2022. - Supercoupe de Syrie : - Finaliste : 2019.                                                                    |  | - Championnat de Syrie D2 : - Vice-champion : 2005-06. |